# Sportclub Amersfoort
Lo Sportclub Amersfoort è stato un club calcistico dei Paesi Bassi, con sede a Amersfoort, nella provincia della Utrecht.

## Storia
La squadra nacque il 30 luglio 1973 dalla scissione della sezione professionistica dell'HVC da quella che scelse di continuare con il dilettantismo. 
L'Amersfoort venne iscritta alla serie cadetta nederlandese, la Eerste Divisie. Nella stagione d'esordio riuscì a raggiungere i playoff promozione, fallendo però l'accesso alla massima serie olandese. La squadra non riuscì ad ottenere altri risultati di rilievo e non riuscì ad avere un grosso seguito in città.
La squadra entrò in crisi economica nel corso della stagione 1982-1983, e nel dicembre 1982 si ritirò dal campionato per poi fallire definitivamente nell'estate 1983.

## Strutture

### Stadio
Il SC Amersfoort giocò sino al suo fallimento nel Sportpark Birkhoven.